# Chrysotus andreji
Chrysotus andreji är en tvåvingeart som beskrevs av Negrobov 1986. Chrysotus andreji ingår i släktet Chrysotus och familjen styltflugor. Inga underarter finns listade i Catalogue of Life.